# Schloss Bachtobel

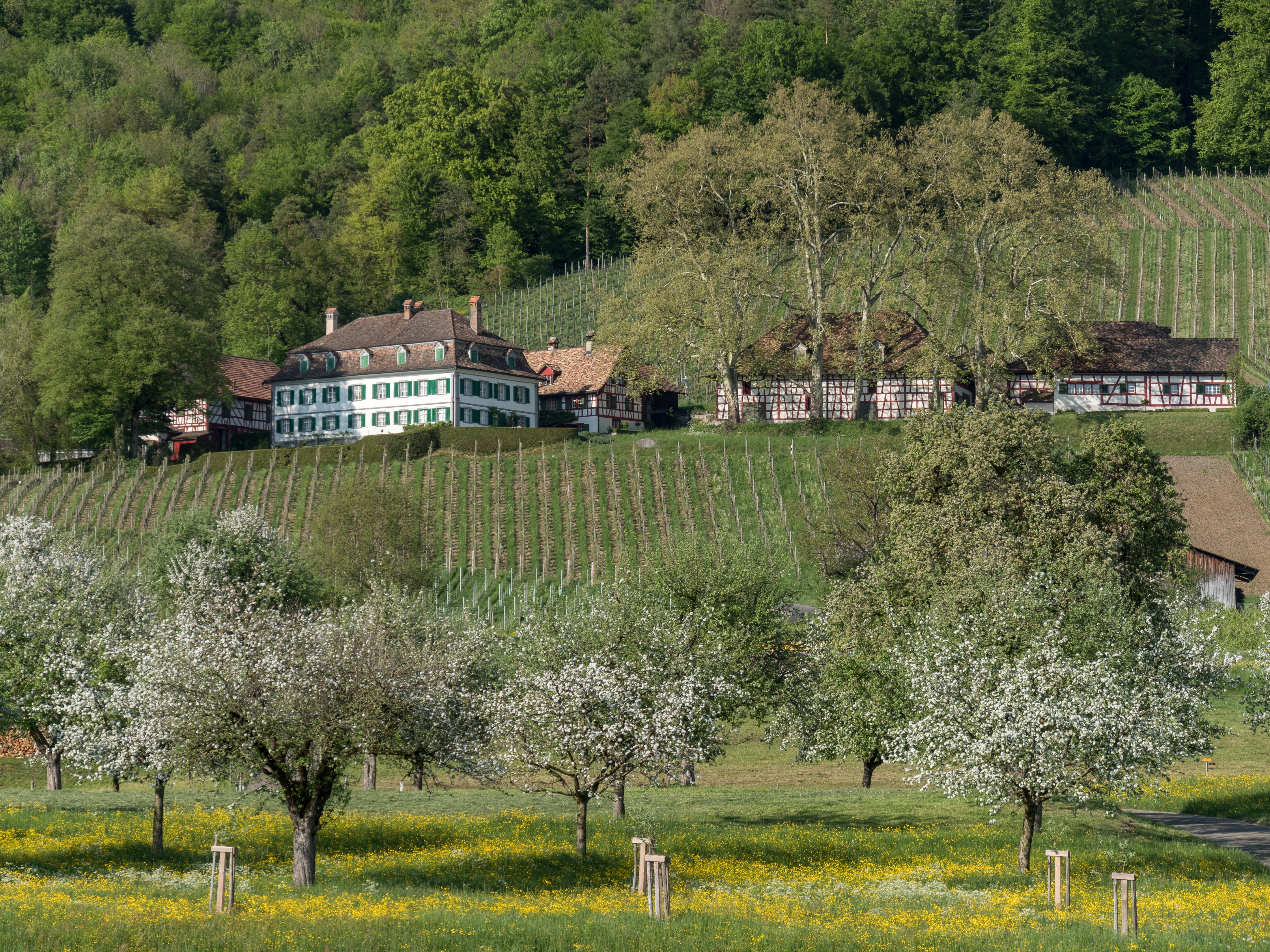
Schloss Bachtobel bei Weinfelden

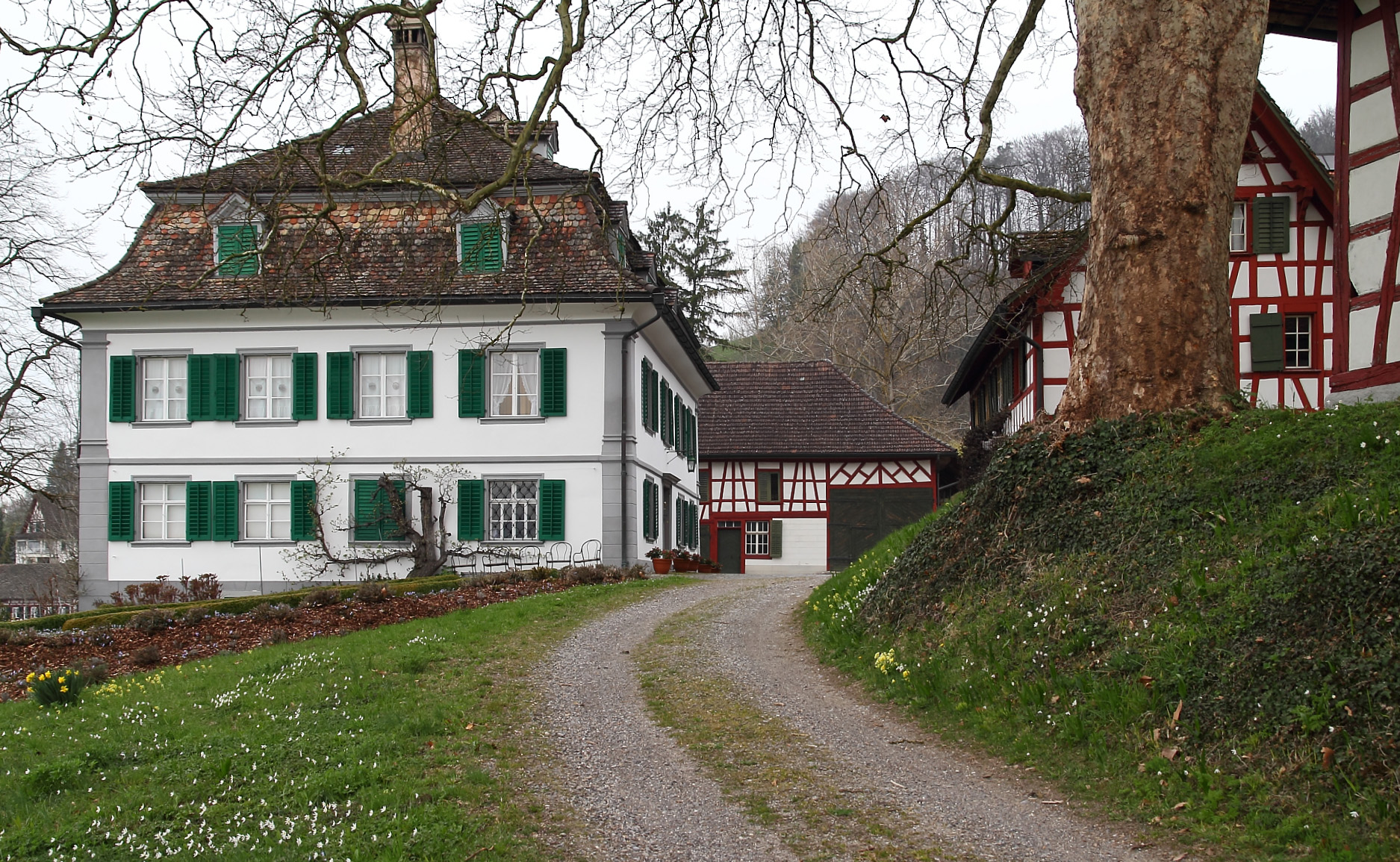
Schlossgut Bachtobel, Blick von Osten

Das Schloss Bachtobel befindet sich in der Gemeinde Weinfelden im Schweizer Kanton Thurgau, auf halber Höhe zwischen dem Thurtal und dem Ottenberg. Unter dem Namen Schlossgut Bachtobel wird dort ein Weingut geführt.

## Geschichte
Im Mittelalter stand an der Stelle des Herrenhauses wahrscheinlich die Burg der Freiherren von Oberboltshausen. Das heutige Gebäude stammt aus dem 16. Jahrhundert. Ab 1659 im Besitz der Freiherren Ebinger von der Burg, wurde es 1784 von der Familie Kesselring gekauft und 1820 zum Biedermeierschlösschen mit Mansarddach umgestaltet. Der Weinbaubetrieb wird heute von Johannes Meier, dem Neffen des 2008 verstorbenen Hans Ulrich Kesselring, in achter Generation geführt.

## Persönlichkeiten
- Fritz Kesselring, (1897–1977), Elektroingenieur
- Hans Ulrich Kesselring, (1946–2008), Önologe